# 达尼埃尔·奥瓦萨
达尼埃尔·奥瓦萨（法語：Daniel Owassa, 有时作丹尼尔·奥瓦萨, 1959年1月28日－），刚果共和国外交官，曾任外交部秘书长、驻中华人民共和国特命全权大使、现任刚果共和国驻埃塞俄比亚特命全权大使、常驻非洲联盟和联合国非洲经济委员会代表，拥有一级特命全权部长衔（自2021年起)。

## 教育
他进入布拉柴维尔的马里安·恩古瓦比大学，1982年获得社会学学士学位，1983年获得发展社会学高等文凭。1988年，他获得英国政府奖学金，赴牛津大学攻读外交研究文凭，1989年毕业。

## 政治生涯

### 外交部公务员早期任职
1984年，奥瓦萨加入外交部，历任东南非事务处处长（1986–1987年）、非洲统一组织事务处处长（1987–1988年）、特派顾问（1989–1990年）。1990年至1992年，他担任总统德尼·萨苏-恩格索的外交顾问；1992 年至 1996 年间接任的三任总理的外交顾问，即斯特凡纳-莫里斯·邦戈-努瓦拉 (1992 年)、克洛德-安托万·达-科斯塔 (1992-1993 年) 和若阿基姆·雍比-奥庞戈 (1993-1996 年)。

### 国务秘书任职
1996年9月2日，奥瓦萨被任命为国家公务与领土管理部国务秘书，负责改革与行政简化事务。他一直担任该职位，直到1997年6月5日刚果内战爆发。

### 回归外交领域
2000年，奥瓦萨被任命为外交部长罗道夫·阿达达的外交顾问。2005年5月3日，他被总统任命为外交部秘书长，任职至2012年。

### 驻外大使生涯
2012年4月19日，奥瓦萨被任命为驻中华人民共和国特命全权大使，并兼任驻越南、柬埔寨、老挝、蒙古国、泰国、菲律宾、北韓、韩国、缅甸、巴基斯坦和新加坡大使。他在任期间，积极推动中刚合作，包括参与建设马夸建材工业园项目，并促进河南与刚果的合作关系。
2013年，刚果共和国驻华大使达尼埃尔·奥瓦萨在接受采访时表示，刚果高度珍视与中国长达50年的友好关系，并期待习近平主席对布拉柴维尔的访问能够进一步深化双边合作。他指出，两国一直保持良好关系，中国长期以来为刚果提供援助，修建道路、桥梁和医院，而刚果也在中国遇到困难时伸出援手，例如2008年汶川地震后捐赠100万美元、2010年玉树地震后捐赠200万欧元用于建校。奥瓦萨强调，真正的朋友应在关键时刻彼此支持。他还提到，两国文化交流日益频繁，例如2013年6月在马里安-恩古瓦比大学设立孔子学院，以及“感知中国”活动在刚果的开展他于2021年6月卸任。
2021年11月，奥瓦萨被任命为驻埃塞俄比亚特命全权大使，并兼任常驻非洲联盟和联合国非洲经济委员会代表，负责兼辖吉布提和厄立特里亚的事务。2022年6月与2023年10月，他担任非洲联盟和平与安全理事会轮值主席，并代表刚果共和国正式提交加入南方合作组织（OSC）的文书。

## 荣誉
- 刚果共和国功绩勋章大军官级[7]（2006年10月2日）
- 法国荣誉军团勋章指挥官级[7]（1996年10月9日）

## 个人生活
奥瓦萨已婚，育有四个子女。

## 著作
- 《后殖民时期非洲的国家领导力：政治（不）稳定的统计分析》，欧洲大学出版社(法文版），2019年1月23日，132页，ISBN 978-613-8-44244-8。
- 《后殖民时期非洲的国家领导力：政治（不）稳定的统计分析》，Our Knowledge Publishing（英文版），2021年6月29日，ISBN 978-6203783667